# 苏丹尼·马肯加
苏丹尼·马肯加是刚果民主共和国“3月23日运动”的领导人，在刚果民主共和国东部反叛军事集团首脑。2012年11月，联合国安理会开始对他实行制裁，随后他否认联合国的指控，马肯加是卢旺达政府支持的军事叛乱人物。